# 小行星1453
小行星1453（1453 Fennia）是一颗围绕太阳公转的小行星。1938年3月8日，爾約·維薩拉在图尔库发现了此天体。
該小行星以北歐國家芬蘭命名。
这颗小行星的绝对星等为254.79153等。